# Ako Yumigeta
Ako Yumigeta (jap. 弓桁 朱琴 Yumigeta Ako; ur. 8 lipca 2008 w prefekturze Shizuoka) – japońska piosenkarka i idolka, członkini 17. generacji żeńskiej grupy idolek Morning Musume.